# 卡萨尔马伊奥科
卡萨尔马伊奥科（義大利語：Casalmaiocco），是意大利洛迪省的一个市镇。总面积4平方公里，人口3085人，人口密度771.3人/平方公里（2009年）。ISTAT代码为098009。